# Красный овал
«Красный овал» (англ. Red oval, нем. Rotes oval) — абстрактная картина русского художника Василия Кандинского, написанная в 1920 году и хранящаяся в Музее Соломона Гуггенхайма в Нью-Йорке.

## Описание
Полотно создано в Москве в период преподавания во ВХУТЕМАСе. К тому времени уже стали полностью абстрактными, но не достигли пика геометризации композиции.
При создании работы автор вдохновлялся традиционным празднованием Пасхи с крашением пасхальных яиц, на что намекает красный овал — центр композиции, и узор в правой части картины, похожий на традиционные народные вышивки.
Тёмно-синие линии пересекают своеобразный «стол» в виде смещённого параллелограмма, на котором находятся абстрактные подобия рыбы, салфетки-скатерти, и зелёные фигуры.